# Claude-Adrien Helvétius
Pour les articles homonymes, voir Helvétius.

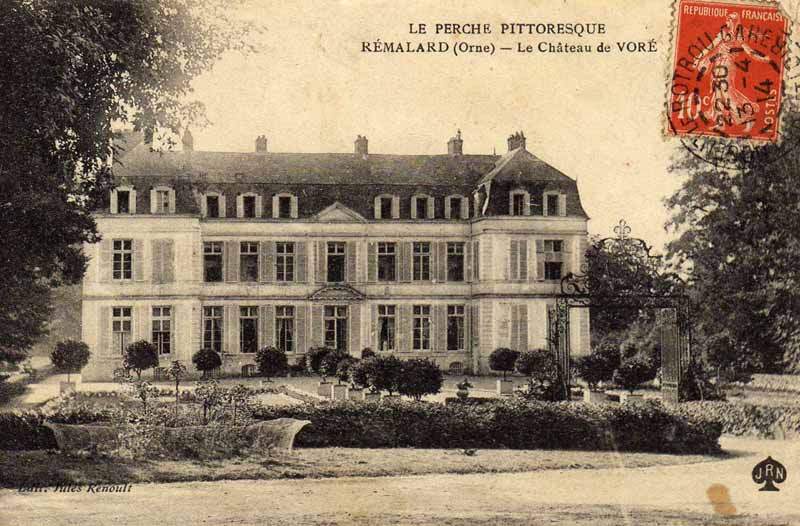
Le château de Voré à Rémalard, dans l'Orne.

Claude-Adrien Helvétius, né le 26 janvier 1715 à Paris où il est mort le 26 décembre 1771, est un écrivain et philosophe français du courant des Lumières, auteur de deux ouvrages majeurs, De l’Esprit (1758) et De l’Homme (1772).

## Biographie

### Origines et formation
Helvétius est issu d’une famille de médecins : son arrière-grand-père, Johann Friedrich Schweitzer, qui utilise déjà la forme latinisée Helvétius ; son grand-père, Jean-Adrien Helvetius (1661-1727), introducteur de l’usage de l’ipécacuanha en Europe ; son père, Jean-Claude-Adrien Helvétius (1685 – 1755), premier médecin de la reine Marie Leszczynska, épouse de Louis XV.
Claude-Adrien, né rue Serpente à Paris, est formé à Caen par son oncle maternel en vue d'une carrière financière, mais il consacre son temps libre à la poésie.

### Le fermier général (1738-1751)
En 1738, alors qu'il n'a que vingt-trois ans, la reine Marie Leszczynska fait obtenir à Helvétius une demi-charge dans la Compagnie des fermiers généraux. Il détiendra successivement la charge des régions de Champagne/Bourgogne/Ardenne (1738-1741), de Lorraine/Franche-Comté/Trois-Evéchés/Alsace (1742-1746), et enfin de la zone Bordeaux/Dax/Pau (1746-1751).
À ce poste, souvent décrit comme le plus haï de l'Ancien Régime (la ferme générale était chargée des impôts), il se fait remarquer par des projets de réformes. Les sources documentaires sur ses travaux et ses propositions montrent un exécutant loyal, mais aussi « un esprit curieux, inventif, désireux de perfectionner le fonctionnement de la ferme, et n'hésitant pas à proposer des réformes ».
Ses revenus lui permettent d’acheter en 1743 le château de Voré, dans le Perche, à Louis Fagon, intendant des finances.
Avant son départ de la ferme en 1751, il obtient en 1749 la charge honorifique de maître d'hôtel de la reine Marie Leszczynska. Sa richesse lui permet de jouir pleinement de la vie, de s'adonner à ses goûts littéraires et artistiques, et de participer aux goguettes de la Société du Caveau ainsi qu'au Club de l'Entresol, une société progressiste. Il sera, tout comme le baron d'Holbach, un des protecteurs attitrés de la philosophie au XVIIIe siècle, subventionnant les travaux de ses pairs, et les accueillant dans le salon littéraire que son épouse organisa à partir de 1760.

### Mariage (1751) et descendance
En 1751, il épouse Anne-Catherine de Ligniville d'Autricourt (1722-1800), dame de très haute noblesse car fille de Jean-Jacques de Ligniville, chambellan du duc de Lorraine Léopold Ier de Lorraine.
Leur fille aînée, Elisabeth Charlotte Helvetius (Paris - 3 août 1752, Paris - 6 avril 1799), dame de Lumigny et La Malmaison, épousa, à Paris (Saint-Roch) le 14 octobre 1772 (divorcés le 22 décembre 1793), Alexandre-François de MUN, marquis de SARLABOUS, comte d'ARBLADE (Armagnac), (Notre-Dame de Bize près Comminges - 25 mars 1732, Paris - 16 mars 1816), cornette au régiment de Noailles cavalerie, page, capitaine, fit les campagnes de Flandre et la guerre dite de Sept Ans, blessé à la bataille de Minden (1759), chevalier de Saint-Louis, brigadier des gardes du corps du Roy (13 mars 1780), maréchal de camp (24 février 1784), commandeur de St-Louis (25 août 1784), Grand-Croix de St-Louis (28 août 1814), lieutenant-général des armées du Roy (12 novembre 1814)
Leur fille cadette, Geneviève-Adélaïde Helvétius (janvier 1754, Paris - 20 novembre 1817, château de Voré à Rémalard, Orne), épouse, le 27 septembre 1772 à Paris, Frédéric-Antoine-Marc, comte d'Andlau de Hombourg (15 avril 1736, Hombourg - 20 juillet 1820, Paris), officier et homme politique français.

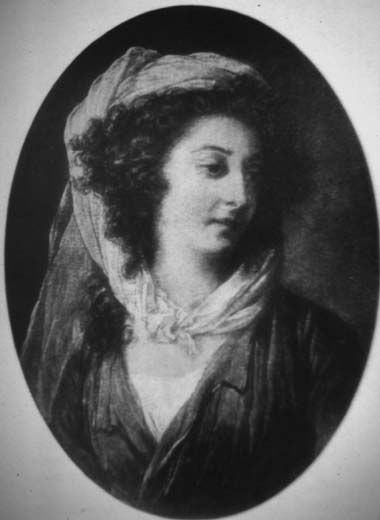
Geneviève Adélaïde Helvétius, comtesse d'Andlau (1754-1817)

### Le philosophe (1751-1771)
En 1751, il abandonne ses fonctions à la Ferme générale et obtient la charge de maître d'hôtel de la reine Marie.
Stimulé par le succès de Maupertuis comme mathématicien, de Voltaire comme poète, et de Montesquieu comme philosophe, il va de plus en plus se consacrer à la réflexion philosophique.
Son appartenance à la franc-maçonnerie n'est pas formellement attestée, mais un certain nombre de documents semblent la prouver. Il aurait été avec Jérôme Lalande le fondateur d'une loge portant le nom de : « Les Sciences » qui connut une courte existence aux alentours de 1766. Sa femme aurait offert à Jérôme Lalande le tablier maçonnique de son époux, qui fut remis à Voltaire lors de son entrée dans cette loge prestigieuse. Un buste à son effigie offert également par madame Helvétius fait partie de la décoration de la loge, enfin des honneurs funèbres maçonniques lui sont rendus le 24 janvier 1772. Toutefois son nom n’apparaît dans aucun registre du Grand Orient de France. En revanche, sa non-appartenance à la loge des Neuf Sœurs est avérée, cette loge ayant été créée cinq ans après sa mort.

## Genèse deDe l'esprit
Déterminer le moment de rédaction du premier ouvrage philosophique d’Helvétius est une tâche fort complexe et malheureusement décevante puisqu’il est impossible de déterminer une datation précise. En effet, il est possible d’estimer l’écriture de l’ouvrage entre 1744 et 1757. Ces deux dates représentent respectivement la première mention de l’ouvrage au sein de la correspondance de Madame de Graffigny (marraine de madame Helvétius) et le moment de fin puisqu’Helvétius annonce à sa femme qu’il vient de montrer son manuscrit à quelques amis (Stenger, 2011, p. 16). La rédaction de l’ouvrage se serait donc déroulée sur une période de treize ans.
De plus, le statut de l’ouvrage change au cours de ces treize années. Nous prendrons quelques instants ici afin d’en présenter les états[1]. La première lettre qui annonce la rédaction de l’ouvrage est une lettre de madame de Graffigny, écrite le 13 décembre 1744, à François-Antoine Devaux. On peut y lire :
[…] Il parle, il ouvre son âme. Il me fait le résumé d’un livre qu’il va faire imprimer. Ah quel livre ! Locke n’est pas son décrotteur […](Helvétius, 1981, p. 70)
Puis, quelques mois plus tard, le 28 mars de l’année suivante, Madame de Graffigny laisse entendre au même interlocuteur que l’ouvrage d’Helvétius est presque complété :
"[…] Il [Helvétius] me parla des subdivisions de son livre avec une netteté, un ordre, et une précision si parfaite que, quand il ne serait écrit que comme il parle, il serait admirable. […] Il compte finir son livre pendant sa tournée, mais il ne peut pas le donner tant que la guerre durera par des raisons de convenances et de politique qui sont très sensées." (Helvétius, 1981, p. 75‑76)
Le statut terminé de l’œuvre se confirme au courant de l’année 1757 lorsqu’Helvétius écrit à sa femme deux lettres. La première au printemps 1757 et la seconde en septembre de la même année :
"[…] Je compte demain matin porter à Mademoiselle Dupré les premiers cahiers de mon ouvrage, et je la prierais, si elle en est contente, de les communiquer à M. de Trudaine. Je vais donc faire , en petit, le métier d’adroit et de courtisan. Je souhaite fort que mon ouvrage leur plaise et qu’ils n’y trouvent rien de trop fort […]"(Helvétius, 1984, p. 5)
"J'ai pourtant bien du chagrin de t'avoir fait pleurer, mais c'est que j'avais de l'humeur, peut-être parce que je te quittais, et que j'allais être quelques jours sans pouvoir travailler, et que je voudrais que mon ouvrage fut tout à fait fini pour être en repos".(Helvétius, 1984, p. 20)
Pour ce qui est des possibles modifications entre septembre et la première impression, seul l’ajout d’une citation tirée du Journal étranger du mois de février a été identifié (Stenger, 2011, p. 17).
À cette généalogie de l’œuvre globale s’ajoute le fait qu’il semble être possible de déterminer que le premier chapitre de la première section de l’œuvre a probablement été rédigé avant 1740. En effet, selon Duclos, un ami d’Helvétius, le philosophe de Voré « fit le premier chapitre pour lui [Mme de Villette] expliquer un passage de Locke qu’elle n’entendait pas. »(Stenger, 2011, p. 15)
« Le livre De l’Esprit fit scandale. Condamné par le pape, le parlement et la Sorbonne, il fut brûlé par la main du bourreau. Il n’obtint même pas grâce devant Voltaire, qui l’appela « un fatras ». Helvétius dut subir l’humiliation d’une rétractation publique ». Trop radical pour son temps, le livre sera cependant beaucoup lu par la suite. Helvétius s'en souviendra, et fera en sorte que son second ouvrage important, "De l'Homme", ne soit publié qu'en 1772, soit après sa mort survenue en 1771.

## La pensée d'Helvétius
La pensée d'Helvétius s'inscrit dans celles de la première lignée de philosophes matérialistes, dans le troisième quart du XVIIIe siècle, comme le baron d'Holbach ou Denis Diderot.

### Matérialisme et sensualisme
Au sein du courant des matérialistes, Helvétius développe un sensualisme matérialiste, selon lequel 
nos idées proviennent du monde matériel qui a lui-même produit en nous des sensations. Sa philosophie est aussi un eudémonisme, c'est-à-dire une doctrine faisant de la recherche du bonheur le fondement de toute motivation, et même de tout lien social. En effet, l'action vertueuse entraîne considération et mérite.

En conséquences de son sensualisme et de son eudémonisme, nos vertus elles-mêmes sont vues par Helvétius comme basées sur la sensibilité à la douleur et au plaisir physique, donc sur un intérêt personnel défini par les réactions de chaque être humain aux stimulations de ses sens. Ainsi, « sans l'intérêt personnel, les hommes ne se fussent point assemblés en société ».

### Formation de l'individu
Le caractère de chaque être humain est donc la pure résultante des composantes dues à l'expérience vécue, à l'éducation reçue et au milieu social d'origine. Helvétius considère particulièrement l’éducation comme l’élément formateur principal de l’esprit humain et selon lui, tous les hommes sont susceptibles de s’instruire également. Les idées ne naissent pas seules, mais sont le produit du contexte vécu par les individus.
La doctrine d'Helvétius est aussi, selon la terminologie de caroline Grapa, une « doctrine du hasard ». Si les Hommes sont le produit de leur éducation, de leurs rencontres, de leur milieu, des sensations de tous les jours, ils sont donc le produit du hasard, car ces différentes influences ne cessent de varier. L'auteur insiste sur le fait que même deux frères recevant la même éducation dans le même milieu connaîtront inévitablement des expériences et donc une formation différentes. Dans le débat entre l'innée et l'acquis, Helvétius croit sans ambiguïté à l'importance de l'acquis. Se demandant « si l’esprit doit être considéré comme un don de la nature, ou comme un effet de  l’éducation » , il mentionne Galilée ou Newton comme les produits de ce hasard des influences. Dans De l’Homme, un des chapitres s'intitule d'ailleurs « Des hasards auxquels nous devons souvent les hommes illustres ». L'interprétation de ce hasard chez Helvétius est très particulière au sein des matérialistes (et d'ailleurs bien au-delà de ceux-ci). L’interprétation du hasard donnée par les philosophe est classiquement un simple mot pour recouvrir des causes complexes et difficiles à démêler. « Helvétius, dans cette configuration, a en effet une place singulière, marquée par le scandale provoqué par la parution de son livre De l’Esprit en 1758. Il y prend le contre-pied de cette conception partagée à fronts renversés, comme il le fera à nouveau dans son essai posthume, De l’Homme, pour affirmer le rôle du hasard dans l’histoire, et singulièrement, à l’échelle biographique des individus qui ont compté dans l’histoire. Le hasard apparaît comme la modalité déterminante de ce qu’il appelle l’éducation, qu’il s’agit d’une part de prendre en compte pleinement, et d’autre part de maîtriser pour accompagner le processus de perfectionnement humain, et voir naître de grands poètes, des hommes de science, des législateurs, grâce à une éducation perfectionnée ». Le hasard n'est pas ici une explication générale du monde, mais bien de la formation de l'esprit humain. ce n'est pas un simple mot masquant la complexité, mais bien une caractéristique centrale empêchant tout déterminisme permettant de prédire ce que deviendront les êtres humains.

### Le rôle de la loi
Helvétius pense que l'état et la loi doivent avoir pour objectif le juste, c'est-à-dire ce qui tend à l'utilité publique (ce qui peut le rapprocher de l'utilitarisme de Bentham). Et dans ce contexte « tout devient légitime et même vertueux pour le salut public ». Helvétius fait du législateur le garant de cette utilité publique, dont l'action sera essentiellement pragmatique, pour s'adapter aux situations sociales changeantes. Dans De l'homme, de ses facultés intellectuelles et de son éducation (1772), Helvétius insiste sur l'art de gouverner une société selon des principes sensualistes (ce que ressentent concrètement les gens). Tolérance et libertés individuelles doivent être respectées, l'éducation y est prioritaire. La réforme de l'éducation, la réforme de la société et la réforme de l'État sont donc liées.

### La place de Dieu
D'un point de vue méthodologique, Helvétius est matérialiste : tout découle de la nature, du monde matériel et des sensations qu'ils provoquent sur nous. Selon le sensualisme matérialisme, toutes nos connaissances et nos idées découlent des sensations objectives et immanentes, dont elles ne sont que la combinaison de plus en plus complexe. Helvétius est fortement inspiré par Locke, dont il lit très tôt l’Essai sur l’entendement humain. Ses idées sur la constitution de l’esprit humain en sont nettement influencées. 
Helvétius considère (en allant plus loin que Locke) la croyance en Dieu et en l’âme comme le résultat de notre incapacité à comprendre le fonctionnement de la nature, et voit dans les religions, notamment la religion catholique, un despotisme n’ayant comme but que le maintien de l’ignorance pour une meilleure exploitation des hommes.
Malgré cette vision, Helvétius est dans sa conception de l'origine des choses un naturaliste déiste. En effet, on trouve dans ses textes plusieurs références à Dieu et à son existence : « l'être suprême », « l’éternel », « le législateur céleste » sont des expressions qui reviennent plusieurs fois dans son ouvrage De l'Homme ; il y définit même Dieu comme étant « la cause encore inconnue de l'ordre et du mouvement ».
Ainsi, si Helvétius est antichrétien (en tant que religion révélée, le christianisme est vu comme une construction humaine), il ne nie pas l’existence d’une force constitutive dans la nature et il défend même l’idée d’une philosophie plutôt positive dans cette religion une fois épurée de son fanatisme, de ses superstitions et institutions.

### Vision de l'économie
Bien que sa pensée sur ce point ne soit guère développée, Helvétius est souvent présenté comme proche des physiocrates de son époque (il monte une manufacture, fait faillite, puis connaît le succès). 

### Postérité intellectuelle
On peut rattacher à Helvétius le courant des Idéologues. En effet, ces figures de proue des Lumières à la fin du XVIIIe siècle, conduites par Antoine Destutt de Tracy, et défendant un matérialisme antithéiste, se réunissaient régulièrement dans le salon de son épouse, puis veuve, qui fut une salonnière importante de l'époque.
La principale influence d'Helvétius est certainement celle sur Jeremy Bentham et son utilitarisme. Largement dominante dans le monde libéral anglo-saxon depuis la fin du XVIIIe siècle, la pensée de Bentham a été marquée par celle d'Helvétius. Emmanuelle de Champs parle même à propos de Bentham « de son maître Helvétius ».
Le penseur légitimiste Albert de Mun a aussi été influencé par Helvétius.
La pensée allemande du XIXe siècle va s'intéresser à Helvétius.
« Au cours des décennies suivantes, alors que Hegel, puis Marx et Engels saluent Helvétius mais ne lui reconnaissent plus guère qu’un rôle historique[...], Schopenhauer, puis Heine et Büchner lui assurent [...] un retour éphémère mais brillant. Schopenhauer, résolument hostile au kantisme, réhabilite l’idée que les actions humaines s’expliquent par l’égoïsme et affirme la variabilité sociale et historique de la conscience. Heine construit une opposition schématique parce que polémique entre l’idéalisme allemand et le matérialisme français, et [...] se situe dans le droit fil des matérialistes français du XVIIIe siècle et dans le sillage d’Helvétius [...]. Par la suite, Nietzsche aura une forte sympathie pour l’entreprise de démolition des valeurs menée par Helvétius, promu ainsi ancêtre de la « généalogie de la morale » (paragraphe 216 de Menschliches Allzumenschliches), mais il sera loin de souscrire à sa morale sociale ».

Helvétius ne croit à aucune transcendance, et sa croyance au hasard dans la formation des consciences fait d’Helvétius un penseur parfois perçu comme nihiliste, ce qui explique que Nietzsche ait fait son éloge.
Dans La liberté et ses traîtres : Six ennemis de la liberté, Isaiah Berlin critique plusieurs auteurs des lumières. Si ces derniers défendent le principe de la liberté, ils en font une interprétation qui semble annoncer pour Berlin les violations des libertés au XXe siècle dans certains régimes se réclamant des lumières. Helvétius fait partie de ses cibles. Il est « remarquable de constater qu’en dernier ressort leurs doctrines sont hostiles à ce qu’on entend [...] par liberté individuelle ou liberté politique […], c’est-à-dire le droit de façonner son existence librement et à sa guise ». 

Isaiah Berlin critique Helvétius parce qu’il défend une conception ou tous les hommes sont mus par le désir du bonheur et l’intérêt personnel, et leurs actions sont déterminées par les circonstances extérieures et l’éducation. Il y a une place pour le hasard, mais pas pour le libre arbitre. De plus, l'utilitarisme d'Helvétius affirme que la société doit être organisée de manière à maximiser le bonheur collectif : les lois, les institutions et les mœurs doivent être réformées selon les principes de la raison et de l’utilité, et les hommes doivent être guidés par une autorité éclairée qui connaît leurs véritables intérêts. Le problème, écrit Isaiah Berlin, c’est que dans le genre de société idéale que décrit Helvétius, il y a peu de place, voire pas de place du tout, pour la liberté individuelle. Dans un tel monde, les hommes peuvent trouver le bonheur, mais la notion de liberté finit par disparaître.
À l'égard de la pensée helvétienne, le XIXe siècle français fut sévère à son endroit. Influencé par la publication de la réfutation de Diderot, De l'homme fut lu à travers la lunette diderotienne et ses distorsions. Cela eut pour effet de contribuer à l'effacement de la pensée du philosophe dans son pays d'origine.

## Œuvres
- De l'esprit (1758), Paris [Liège], Durand [Bassompierre], 1759. [À Paris, Chez Durand, Libraire, rue du Foin. M. DCC. LIX. Avec approbation et privilège du Roi.] in-8o, XX, 481, [2 (approbation)], [1 bl.] p. [Édition clandestine publiée après la révocation du privilège ; bibliographie : D. Smith, Bibliography of the writings of Helvétius, E8, pp. 159–163.][23]. Cet ouvrage est accepté par la censure, puis mis à l'index après parution (cette affaire provoque la révocation du haut fonctionnaire et diplomate Jean Pierre Tercier en 1759).
- De l'homme (posthume, 1773). Jean Rostand écrit en 1952 : « Ce qui est remarquable dans ce livre d'Helvétius, c'est la manière dont il explique comment les petits événements de la vie infantile, et, notamment, les facteurs affectifs du milieu familial, peuvent entraîner une différenciation profonde des caractères et des intelligences. Il se montre là indubitablement un précurseur des conceptions freudiennes. ».Voir bibliographie.
- Le Bonheur, poème allégorique (posthume, 1772). Poème qu'il composa entre 1740 et 1750 suivit d'un hiatus et peu de temps avant sa mort, qu'il n'a pas achevé. Réédité plusieurs fois, le poème fut profondément remanié par l'exécuteur testamentaire d'Helvétius, Pierre-Louis Lefebvre-Laroche, d'où le nombre de chants qui varie (quatre ou six, sans compter les épîtres et fragments inclus puis supprimés). Il pratique l'exaltation et l'allégorie en faisant éloge de l'hédonisme[24],[25].
- Correspondance. Éditée en cinq volumes par David W. Smith, la correspondance d'Helvétius rassemble plus de 450 lettres et conversa, outre avec La Roche et sa femme, avec de grandes personnalités : Garrick, Hume, Walpole, Wilkes, Frédéric le Grand, la reine Louise Ulrique, Ivan Chouvalov, Dom Deschamps, Lévesque de Burigny, Servan, Montesquieu et Voltaire[26].
- Notes et pensées manuscrites, ultérieurement éditées[27].

Éditions :
- De l'esprit. Texte édité, présenté et annoté par Jonas Steffen, Paris, Champion, 2016, 600 p. (coll. « Âge des Lumières », n° 79).
- De l'homme. Notes explicatives par Gerhardt Stenger. Établissement du texte sur le manuscrit original par David Smith assisté de Harold Brathwaite et de Jonas Steffen. Paris, Champion 2011, 669 p. (coll. « Âge des Lumières », n° 61).
- Réflexions sur l'homme & autres textes. Texte établi par Jean-Pierre Jackson. Éditions Coda. 2006[28].
- Œuvres complètes, éd. Pierre-Louis Lefebvre-Laroche, Paris, Didot, 1795, 14 vol.
- Œuvres complètes, éd. Gerhardt Stenger, Paris, Champion, 2011-2020, 3 vol.

## Hommages
À Paris, la rue Sainte-Anne a pris le nom de rue Helvétius de 1792 à 1814. Sa maison se trouvait à l'endroit de l'actuel n° 8, rue Sainte-Anne, où une plaque commémorative a été inaugurée le 7 mars 2024.